# Список умерших в 590 году

## Февраль
- 7 февраля — Пелагий II, Папа Римский (579—590).

## Сентябрь
- 5 сентября — Аутари, король лангобардов (584—590).

## Дата смерти неизвестна или требует уточнения
- Бепполен, «герцог в Галлии» (586—590).
- Веран Кавайонский, святой Римско-Католической церкви, епископ города Кавайон.
- Гразульф I, герцог Фриуля (не позднее 581—590).
- Кадван, настоятель монастыря на острове Бардси, святой Католической церкви.
- Луп, первый известный из исторических источников франкский герцог Шампани (до 581).
- Ормизд IV, царь царей (шахиншах) Ирана (579—590) из династии Сасанидов.
- Сауил Высокомерный, король Южных Пеннинов (ок. 525—ок. 590).
- Федлимид мак Тигернайг, король Мунстера (583—590/593).
- Хорикий Газский, ранневизантийский оратор, глава кафедры риторики в школе Газы, христианин, последний представитель классической античной риторики.
- Эберегизел, епископ Кёльна и, возможно, епископ Маастрихта; святой Католической церкви.